# Tanaostigmodes globosus
Tanaostigmodes globosus är en stekelart som beskrevs av Girault 1915. Tanaostigmodes globosus ingår i släktet Tanaostigmodes och familjen Tanaostigmatidae. Inga underarter finns listade i Catalogue of Life.